# Elbrusita
L'elbrusita és un mineral que pertany al grup de la bitikleïta. L'elbrusita fou anomenada inicialment com a elbrusita-(Zr), però amb la nova nomenclatura del supergrup del granat, els sufixs van deixar d'emprar-se per a minerals del grup i, per tant, el mineral va passar a anomenar-se elbrusita. Pren aquest nom del mont Elbrús, el punt més elevat d'Europa, ja que el mineral va ser descobert a l'àrea volcànica d'Elbrús-Kyugen. El descobriment del mineral va ser publicat el 2010.

## Característiques
L'elbrusita és un element químic de fórmula química Ca₃U⁶⁺ZrFe₂³⁺Fe²⁺O₁₂. Cristal·litza en el sistema isomètric. Presenta colors entre marrons i negres, amb una ratlla marró. El mineral va ser descrit en xenòlits presents en ignimbrites, tot formant grans minerals d'entre 10 i 15 micròmetres.

## Formació i jaciments
En la seva localitat tipus (únic lloc on s'ha descrit), es va trobar en xenòlits d'skarn associat a spurrita, a la caldera de Chegem. A pert d'amb la spurrita, es troba associada a rondorfita, wadalita, kimzeyita, perovskita, lakargiïta, el·lestadita-(OH), hil·lebrandita, afwillita, hodrocalumita, minerals del grup de l'ettringita i hidrogrossulària.